# Alexandr Akimov
Alexandr Fjodorovič Akimov (rusky: Александр Фёдорович Акимов, 6. května 1953 Novosibirsk – 11. května 1986 Moskva) byl sovětský inženýr, vedoucí směny, jež pracovala na 4. bloku v Černobylské jaderné elektrárně v noci z 25. na 26. dubna 1986. Následky počínání noční směny vedly k černobylské katastrofě.
Alexandr Akimov zemřel 15 dní po havárii na akutní nemoc z ozáření.

## Životopis
Alexandr Akimov se narodil 6. května 1953 v Novosibirsku. Vystudoval Energetický institut v Moskvě, který ukončil v roce 1976 prací o automatizaci tepelných a energetických procesů. Svou kariéru v jaderné elektrárně v Černobylu zahájil v září 1979. Během prvních let v Černobylu zastával pozici hlavního inženýra odpovědného za řízení turbín a vedoucího směny turbínové haly. V červenci 1984 byl povýšen na vedoucího směny.
S manželkou Ljubov měl v době havárie devítiletého syna Alexeje a čtyřletého Konstantina.

## Černobylská havárie
Na 25. duben 1986 byl v elektrárně plánován test bezpečnosti reaktoru číslo 4, který měl ověřit, zda bude pohon chladicího čerpadla schopný i po odstavení přívodu páry ještě zhruba 40 vteřin fungovat. Výkon reaktoru byl proto pomalu snižován, až se ve 13 hodin jeho úroveň dostala na 50 procent. Kvůli žádosti Ukrajinských energetických závodů o odklad testu se výkon reaktoru nezměnil po dalších devět hodin a v experimentu pokračovala skupina z další směny, která na něj nebyla připravena. Tato směna, jejímž vedoucím byl Alexandr Akimov, vystřídala odpolední směnu 26. dubna 1986 v 00:00. Operátoři této směny pak učinili několik kritických chyb, které vedly k explozi reaktoru.
V 00:31 dostal Akimov od provozního zástupce hlavního inženýra Anatolije Ďatlova, který experiment řídil, upozornění, že hladina výkonu klesla pod bezpečnostní limit 700 MW. Ďatlov ale zároveň nařídil v přípravě testu pokračovat. Následovaly problémy s udržením stability výkonu reaktoru. Za normálních okolností by reaktor zastavily automatické havarijní systémy, ty však byly záměrně odpojeny. Aby došlo ke zvýšení výkonu, nechali operátoři regulační tyče vysunout výše, než povolují předpisy.
V 01:22 zjistil Leonid Toptunov (starší inženýr řízení reaktoru, zodpovědný za regulační tyče), že počet tyčí v regulační zóně reaktoru je pouze šest až osm, přestože minimální stanovený počet byl 30. Přesto byl místo okamžitého odstavení reaktoru zamýšlený test v 01:23:04 spuštěn, turbína byla odpojena a přívod páry uzavřen.
V 01:23:40, kdy výkon reaktoru nekontrolovatelně rostl a každou sekundu se zdvojnásoboval, rozhodl se Akimov stisknout tlačítko AZ-5. Po jeho stisknutí se do aktivní zóny reaktoru měly zasunout regulační tyče. Ty však předtím byly téměř všechny úplně vytaženy; vlivem zvýšené produkce tepla se deformovaly a zasekly se. Následně došlo ke dvěma explozím. Reaktor byl přetlakován tak, že se odtrhlo horní betonové víko vážící 1 000 tun. Do reaktoru vnikl vzduch; reakcí vodní páry s rozžhaveným grafitem vznikl vodík, který vzápětí explodoval a rozmetal do okolí palivo a 700 tun radioaktivního hořícího grafitu, což vedlo k požáru a k úniku radioaktivního záření. V 01:26 se spustil požární alarm. Přesto Alexandr Akimov ještě několik hodin nevěřil, že mohl explodovat reaktor, a hlásil svým nadřízeným, že reaktor je neporušený. Pokoušel se se zbytkem obsluhy čerpat do reaktoru vodu, aby jej ochladil.
Akimov byl následně přijat do nemocnice v Pripjaťi a poté rychle převezen do moskevské nemocnice. Do 28. dubna příznaky nemoci z ozáření většinou odezněly. Jeho žena ho navštívila v nemocnici, a přestože si byl vědom, že nemusí přežít, řekl jí, že se vzdá práce v jaderném průmyslu. Toptunov a Akimov dostali transplantaci kostní dřeně ve snaze obnovit jejich imunitní systém. Akimovův stav se rychle zhoršoval. V době, kdy ho vyšetřovatel nehody Sergej Jankovskij vyslýchal, Akimov sotva mohl mluvit a nebyl schopen poskytnout více informací.
Akimov nakonec podlehl akutní nemoci z ozáření dva týdny po katastrofě ve věku 33 let. Stejně jako většina obětí katastrofy je pohřben na Mitinském hřbitově v Moskvě.
Jeho rodina byla informována, že jeho smrt byla jediným důvodem, proč nebyl za nehodu stíhán.
V roce 2008 mu byl posmrtně udělen ukrajinský Řád za statečnost třetího stupně.